# Élection présidentielle américaine de 2016 en Utah
L'élection présidentielle américaine de 2016, cinquante-huitième élection présidentielle américaine depuis 1788, a lieu le 8 novembre 2016 et conduit à la désignation du républicain Donald J. Trump comme quarante-cinquième président des États-Unis.
En Utah; les républicains l'emportent avec Donald J. Trump.

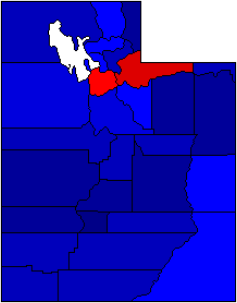
Carte des résultats de l'élection présidentielle américaine de 2016, par comté, en Utah (Rouge: Clinton / Bleu: Trump)

## Résultats des élections en Utah
| Candidat présidentiel | Vice Président   | Parti Politique | Vote Populaire | Vote Populaire | Vote électoral |
| --------------------- | ---------------- | --------------- | -------------- | -------------- | -------------- |
| Donald J. Trump       | Michael R. Pence | Républicains    | 515,231        | 45.05%         | 6              |
| Hillary Clinton       | Tim Kaine        | Démocrates      | 310,676        | 27.17%         | 0              |
| Evan McMullin         | Nathan Johnson   | Unaffiliated    | 243,690        | 21.31%         | 0              |
| Gary Johnson          | Bill Weld        | Libertarian     | 39,608         | 3.46%          | 0              |
| Autres (+)            | /                | /               | +/-34000       | 3,01%          | 0              |

## Analyse
Aucun comté n'a changé de majorité entre 2012 et 2016. Aucun comté n'a voté à plus de 50,29% Démocrate ou 85,87% Républicain. Les plus réfractaires au candidat Républicain sont les habitants du comté de Salt Lake City avec 32,58%. Les plus pessimistes envers Hillary Clinton sont dans le comté de Piute avec 6,45%.